# Josef Maria Nielen
Josef Maria Nielen (* 1889 in Essen; † 1967) war ein deutscher römisch-katholischer Theologe und Priester.

## Leben
Nach der Priesterweihe und Primiz in Köln am 10. August 1913 und der Primiz am 17. August 1913 in Bergeborbeck war er ab 1925 Studentenpfarrer in Frankfurt am Main. Von 1946 bis 1954 war er Dozent für katholische Weltanschauung an der Universität Frankfurt am Main. Von 1949 bis zur Emeritierung 1957 lehrte er als Professor für neutestamentliche Exegese an der PTH Königstein im Taunus.
Er war seit seinem Studium Mitglied der katholischen Studentenverbindung KDStV Badenia (Straßburg) Frankfurt am Main im CV.

## Schriften (Auswahl)
- Von neuer Jugend Sein und Sinn (= Aus den Ringen der Zeit Heft 2). Verlagsbuchhandlung Deutsches Quickbornhaus, Burg Rothenfels 1921, OCLC 643119842.
- Gebet und Gottesdienst im Neuen Testament in ihren geschichtlichen Voraussetzungen. Ein Beitrag zur biblischen Ethik. Carolus-Dr., Frankfurt am Main 1926, OCLC 1071432120 (zugleich Dissertation, Bonn 1926).
- Aus der Fülle Christi. Rundfunkvorträge. Bonifacius-Druckerei, Paderborn 1935, OCLC 67182379.
- Das Zeichen des Herrn. Sabbat und Sonntag in biblischer und urchristlicher Bezeugung (= Leben aus dem Wort Heft 3). Herder, Freiburg im Breisgau 1940, OCLC 31346708.